# Sévignacq-Meyracq
Sévignacq-Meyracq é uma comuna francesa na região administrativa da Nova Aquitânia, no departamento dos Pirenéus Atlânticos. Estende-se por uma área de 14,57 km². Em 2010 a comuna tinha 547 habitantes (densidade: 37,5 hab./km²).